# توماس واکه‌فلد
توماس واکه‌فلد (به انگلیسی: Thomas Wakefeld) (درگذشته ۱۵۷۵ میلادی) پژوهشگر دانشگاهی بریتانیایی، اولین کرسی زبان عبری دانشگاه کمبریج بود.

## زندگی
او در پونتفراکت، یورکشایر به دنیا آمد. او در دانشگاه کمبریج، تحصیل کرد و لیسانسش را به سال ۱۵۲۳ میلادی گرفت. در ۹ نوامبر ۱۵۴۰، او فوق لیسانسش را گرفت و توسط شاه هنری هشتم، به سمت تازه تأسیس شده عبریی در کمبریج منصوب گشت. این عضویت در کالج ترینیتی را به همراه داشت.
بین سال‌های ۱۵۴۹ تا ۱۵۵۳ میلادی، دفتر خواندن سخنرانی عبری توسط دیگران مرخص شد. این احتمال وجود دارد که ویکفلد به دلیل همدردی ادعایی کاتولیک روم رد صلاحیت شده باشد.
او در ۱۵۷۵ درگذشت. و جنازه ش را در ۲۴ آوریل در چسترتون، نزدیک کمبریج دفن کردند.